# La Victoria de Acentejo
La Victoria de Acentejo település Spanyolországban, Santa Cruz de Tenerife tartományban. La Victoria de Acentejo La Matanza de Acentejo, Candelaria, Arafo és Santa Úrsula községekkel határos. Lakosainak száma 9313 fő (2024).

## Népesség
A település népessége az elmúlt években az alábbi módon változott:
| Lakosok száma | 8068 | 8350 | 8676 | 9023 | 9049 | 9026 | 8969 | 9185 | 9170 | 9313 |
|               | 2001 | 2004 | 2007 | 2009 | 2012 | 2014 | 2017 | 2019 | 2022 | 2024 |